# Sekaiichi HAPPY na Onna no Ko
Sekaiichi HAPPY na Onna no Ko, japanska 世界一HAPPYな女の子 ("Världens lyckligaste flicka"), är en låt med den japanska idolgruppen °C-ute. Den släpptes som singel den 7 september 2011 och hamnade på femte plats på Oricon Daily Singles Chart och sjunde plats på Billboard Japan Hot Singles Sales.
I musikvideon dansar tjejerna iförda tutu-liknande klänningar, var och en med sin medlemsfärg.

## CD single

### Track listing
Alla låtar är skrivna och komponerade av Tsunku. 
| 1. | Sekaiichi Happy na Onna no Ko (世界一ＨＡＰＰＹな女の子)                              | Masanori Takumi   | 4:23 |
| 2. | Idai na Chikara o! (偉大な力を！)                                                     | Yoshiaki Fujisawa | 4:44 |
| 3. | Sekaiichi Happy na Onna no Ko (Instrumental) (世界一ＨＡＰＰＹな女の子(Instrumental)) |                   | 4:23 |

| 1. | Sekaiichi Happy na Onna no Ko (Dance Shot Ver.) (世界一ＨＡＰＰＹな女の子 (Dance Shot Ver.)) |  |

| 1. | Sekaiichi Happy na Onna no Ko (Color Box Ver.) (世界一ＨＡＰＰＹな女の子 (Color Box Ver.)) |  |

## Single V
| 1. | Sekaiichi Happy na Onna no Ko (世界一ＨＡＰＰＹな女の子)                                 |  |
| 2. | Sekaiichi Happy na Onna no Ko (Close-up Ver.) (世界一ＨＡＰＰＹな女の子 (Close-up Ver.)) |  |
| 3. | Making of (メイキング映像 Making eizō)                                                   |  |

## Event V
| 1. | Sekaiichi Happy na Onna no Ko (Maimi Yajima Solo Ver.) (世界一ＨＡＰＰＹな女の子 (Maimi Yajima Solo Ver.))   |  |
| 2. | Sekaiichi Happy na Onna no Ko (Saki Nakajima Solo Ver.) (世界一ＨＡＰＰＹな女の子 (Saki Nakajima Solo Ver.)) |  |
| 3. | Sekaiichi Happy na Onna no Ko (Airi Suzuki Solo Ver.) (世界一ＨＡＰＰＹな女の子 (Airi Suzuki Solo Ver.))     |  |
| 4. | Sekaiichi Happy na Onna no Ko (Chisato Okai Solo Ver.) (世界一ＨＡＰＰＹな女の子 (Chisato Okai Solo Ver.))   |  |
| 5. | Sekaiichi Happy na Onna no Ko (Mai Hagiwara Solo Ver.) (世界一ＨＡＰＰＹな女の子 (Mai Hagiwara Solo Ver.))   |  |

## Medverkande
| Namn          | Födelsedatum    | Medlemsfärg |
| ------------- | --------------- | ----------- |
| Maimi Yajima  | 7 februari 1992 | Röd         |
| Saki Nakajima | 5 februari 1994 | Blå         |
| Airi Suzuki   | 12 april 1994   | Rosa        |
| Chisato Okai  | 21 juni 1994    | Grön        |
| Mai Hagiwara  | 7 februari 1996 | Gul         |